# Operacjonizm
Operacjonizm – ruch w filozofii nauki, którego tezy zostały sformułowane i były bronione przez Bridgmana.
Definicje operacyjne były używane już przez Newtona w jego Principiach i zalecane przez Lorda Kelvina. Mimo to właściwy operacjonizm wyrósł, dopiero gdy tworzyła się teoria względności i mechanika kwantowa – na gruncie tego, co było traktowane jako praktyka i poglądy fizyków. Podobnie jak pozytywizm logiczny, operacjonizm kładł nacisk na ścisły związek z eksperymentem jako rzeczą konieczną do obiektywnych rozważań. Mimo to skupia się raczej na pojęciach niż na zdaniach. Szuka dla nich zabezpieczenia przed bezsensownością, definiowaniując je wyłącznie przez precyzyjnie zdefiniowane operacje eksperymentalne.
Na przykład „długość stołu” można potraktować jako liczbę wskazującą, ile razy ustalony pręt mierniczy należy przykładać do krawędzi stołu – od początku do końca tej krawędzi. Jeśli istnieje więcej niż jeden sposób mierzenia długości, na przykład czas, w którym światło biegnie od początku do końca krawędzi stołu i wraca, to istnieje więcej pojęć „długości”. Ponadto pytania, na które nie można odpowiedzieć w sposób rozstrzygający przez odwołanie się do operacji, są eliminowane z nauki, takie na przykład jak: „Czy wszystko w świecie jest dwa razy większe w nocy niż w dzień?” Z uwagi na to, że było to radykalne odejście współczesnej fizyki od uświęconych idei, takich jak geometria euklidesowa, nie jest trudno wyjaśnić, dlaczego Bridgman próbował oczyszczać pojęcia fizyczne operacyjnie, tak aby uniknąć dalszych przeszkód w rozwoju fizyki.